# Bajdá kormányzóság

Bajdá kormányzóság elhelyezkedése Jemenen belül

El-Bajdá kormányzóság (arabul محافظة البيضاء [Muḥāfaẓat al-Bayḍāʾ]) Jemen huszonegy kormányzóságának egyike. Az ország délnyugati részén fekszik. Északon Szanaa és Marib, keleten Sabva, délkeleten Abjan, délnyugaton Lahidzs, délnyugaton ed-Dáli, nyugaton pedig Ibb és Dzamár kormányzóság határolja. Székhelye el-Bajdá városa. Területe 10 487 km², népessége a 2004-es népszámlálási adatok szerint 577 369 fő.

## Fordítás
Ez a szócikk részben vagy egészben  a   Governorates of Yemen című angol Wikipédia-szócikk ezen változatának fordításán alapul.  Az eredeti cikk szerkesztőit annak laptörténete sorolja fel. Ez a jelzés csupán a megfogalmazás eredetét és a szerzői jogokat jelzi, nem szolgál a cikkben szereplő információk forrásmegjelöléseként.